# Palacio de Husuni Kubwa
El Palacio de Husuni Kubwa (en inglés: Palace of Husuni Kubwa) es una estructura en ruinas en la isla de Kilwa Kisiwani, en Tanzania. La mayor parte del palacio fue construido en el siglo XIV por el sultán Sulaiman al-Hasan ibn, quien también construyó una ampliación de la cercana Mezquita Mayor de Kilwa, aunque algunas de sus porciones pueden remontarse al siglo XIII. El palacio fue habitado solo por un breve período de tiempo, y abandonado antes de su finalización.
La estructura fue construida con piedra de coral en un alto risco con vistas al Océano Índico. Se compone de tres partes principales: una vía al sur, que se utilizaba principalmente para el comercio, un complejo residencial con más de un centenar de habitaciones individuales y una amplia escalera que conduce a una mezquita que se encuentra en la playa. Otras características notables incluyen el pabellón, que probablemente sirvió como un área de recepción y una piscina octogonal.